# Мэттьюз, Адам
А́дам Джеймс Мэ́ттьюз (англ. Adam James Matthews; род. 13 января 1992, Суонси) — валлийский футболист, правый защитник клуба «Омония» из Никосии и сборной Уэльса.

## Ранние годы
Адам родился 13 января 1992 года в валлийском городе Суонси.
Образование Мэттьюз получил в общеобразовательной школе Пениреола (англ. Penyrheol Comprehensive School) — района Суонси. В то же время Адам серьёзно увлёкся двумя видами спорта — футболом и регби, причём в обоих он достиг заметных успехов.

## Клубная карьера

### Ранние годы карьеры
Выступая за команду своей школы, Мэттьюз был замечен скаутами «Суонси Сити», которые предложили молодому игроку пройти пробы в стане «лебедей». «Смотрины», однако, закончились для Адама неудачно — в одном из тренировочных матчей футболист сломал руку, и ему было предложено оставить команду на время восстановления. После выздоровления Мэттьюз вновь попробовал пробиться в Академию «Суонси», но там его ждал категоричный отказ, мотивированный тем, что набор в юношескую команду уже был закончен.

### «Кардифф Сити»
В этот непростой для Адама период на родителей 8-летнего футболиста вышли представители столичного клуба «Кардифф Сити», которые пригласили его в свою Академию. Мэттьюз и его отец Стив ответили согласием на такую перспективу. За молодёжные команды «ласточек» Адам играл на протяжении девяти лет. В конце 2008 года Мэттьюза попытался подписать «Суонси Сити», предложивший футболисту профессиональный контракт. Это побудило руководство «Кардиффа», не желавшего терять перспективного игрока, в свою очередь ускорить заключение с Адамом соглашения о сотрудничестве. Переговоры прошли успешно, и в январе того же года Мэттьюз подписал с «ласточками» свой первый профессиональный контракт.
15 августа 2009 года молодой футболист дебютировал за «взрослую» команду «Сити», выйдя на замену вместо Пола Куинна в поединке Чемпионшипа против «Блэкпула». Через три дня Адам вышел уже в стартовом составе «Кардиффа» — соперником «ласточек» в тот день был «Плимут Аргайл». 3 октября Мэттьюз забил свой первый гол в профессиональной карьере, поразив ворота «Уотфорда». В зимнее трансферное окно 2010 года в прессе появились сообщения, связывающие Адама с рядом клубом английской Премьер-лиги, среди которых назывался чемпион страны «Манчестер Юнайтед». Наставник «Кардиффа» Дейв Джонс развеял эти слухи, назвав их «беспочвенными». Яркий дебютный сезон валлийца принёс ему звание «Новичка года» в Чемпионшипе. Ассистент главного тренера «ласточек» Джирейнт Тьюс назвал Мэттьюза «примером для молодых футболистов по поведению, как на поле, так и вне его».

### «Селтик»
Договор Адама с «Кардиффом» истекал в конце сезона 2010/11. Не дождавшись от руководства «ласточек» достойного нового соглашения, Мэттьюз 25 февраля 2011 года подписал предварительный контракт с представителем шотландской Премьер-лиги глазговским «Селтиком». По нему он по окончании футбольного года покинул стан валлийцев без компенсации и уже 1 июля стал футболистом «кельтов». 7 августа состоялся дебют Мэттьюза в составе «Селтика» — защитник вышел в основном составе глазговцев и провёл полный матч против «Абердина». 12 декабря 2012 года Адам впервые отметился голом за глазговцев, забив победный мяч во встрече Кубка Шотландии с «Арбротом».

### «Сандерленд»
4 июля 2015 года перешёл в «Сандерленд» за 2 миллиона фунтов, подписав с клубом четырёхлетний контракт.

### Клубная статистика
| Клуб                    | Сезон                   | Чемпионат | Чемпионат | Кубок | Кубок | Кубок Лиги | Кубок Лиги | Плей-офф Лиги | Плей-офф Лиги | Еврокубки | Еврокубки | Итого | Итого |
| Клуб                    | Сезон                   | Игры      | Голы      | Игры  | Голы  | Игры       | Голы       | Игры          | Голы          | Игры      | Голы      | Игры  | Голы  |
| ----------------------- | ----------------------- | --------- | --------- | ----- | ----- | ---------- | ---------- | ------------- | ------------- | --------- | --------- | ----- | ----- |
| Кардифф Сити            | 2009/10                 | 32        | 1         | 2     | 0     | 1          | 0          | 0             | 0             | 0         | 0         | 35    | 1     |
| Кардифф Сити            | 2010/11                 | 9         | 0         | 2     | 0     | 2          | 0          | 1             | 0             | 0         | 0         | 13    | 0     |
| Всего за «Кардифф Сити» | Всего за «Кардифф Сити» | 41        | 1         | 4     | 0     | 3          | 0          | 1             | 0             | 0         | 0         | 48    | 1     |
| Селтик                  | 2011/12                 | 27        | 0         | 2     | 0     | 4          | 0          | 0             | 0             | 5         | 0         | 38    | 0     |
| Селтик                  | 2012/13                 | 22        | 2         | 4     | 1     | 3          | 0          | 0             | 0             | 10        | 0         | 39    | 3     |
| Селтик                  | 2013/14                 | 23        | 1         | 1     | 0     | 1          | 0          | 0             | 0             | 6         | 0         | 31    | 1     |
| Селтик                  | 2014/15                 | 29        | 1         | 3     | 0     | 1          | 0          | 0             | 0             | 9         | 0         | 42    | 1     |
| Всего за «Селтик»       | Всего за «Селтик»       | 101       | 4         | 10    | 1     | 9          | 0          | 0             | 0             | 30        | 0         | 150   | 5     |
| Сандерленд              | 2015/16                 | 0         | 0         | 0     | 0     | 0          | 0          | 0             | 0             | 0         | 0         | 0     | 0     |
| Всего за «Сандерленд»   | Всего за «Сандерленд»   | 0         | 0         | 0     | 0     | 0          | 0          | 0             | 0             | 0         | 0         | 0     | 0     |
| Всего за карьеру        | Всего за карьеру        | 142       | 5         | 14    | 1     | 12         | 0          | 0             | 0             | 30        | 0         | 198   | 6     |

(откорректировано по состоянию на 4 июля 2015 года)

## Сборная Уэльса
С 2008 года Адам защищает цвета различных национальных валлийских команд. Дебют Мэттьюза в юношеской сборной Уэльса (до 17 лет) состоялся 28 февраля 2008 года в отборочном матче к чемпионату Европы 2008 среди юношей до 17 лет против Австрии. 15 сентября того же года Адам впервые вывел валлийских юниоров с капитанской повязкой на поединок со сверстниками с Фарерских островов. Ранее, в июле 2008 года, защитник был призван под знамёна юношеской команды страны (до 19 лет) для участия в Молочном кубке. На этом турнире Мэттьюз принял участие в двух встречах — с Чили и Израилем.
9 ноября 2009 года 17-летний Адам впервые в своей карьере был вызван в первую национальную сборную на товарищеский матч против сборной Шотландии, но не принял участие в этой игре, оставшись на скамейке запасных. Четыре дня спустя Мэттьюз дебютировал в молодёжной валлийской команде — в тот день «драконы» встречались с Боснией и Герцеговиной.
25 мая 2011 года молодой футболист впервые сыграл за первую сборную, выйдя на замену в поединке Кубка наций 2011, в котором Уэльс играл с Шотландией.

### Матчи и голы за сборную Уэльса
| №  | Дата             | Место                                                         | Оппонент          | Счёт | Голы Мэттьюза | Соревнование                                      |
| 1  | 25 мая 2011      | «Авива», Дублин, Ирландия                                     | Шотландия         | 1:3  | —             | Кубок наций 2011                                  |
| 2  | 27 мая 2011      | «Авива», Дублин, Ирландия                                     | Северная Ирландия | 2:0  | —             | Кубок наций 2011                                  |
| 3  | 10 августа 2011  | «Кардифф Сити», Кардифф, Уэльс                                | Австралия         | 1:2  | —             | Товарищеский матч                                 |
| 4  | 11 октября 2011  | «Васил Левски», София, Болгария                               | Болгария          | 1:0  | —             | Отборочный матч чемпионата Европы по футболу 2012 |
| 5  | 12 ноября 2011   | «Кардифф Сити», Кардифф, Уэльс                                | Норвегия          | 4:1  | —             | Товарищеский матч                                 |
| 6  | 29 февраля 2012  | «Кардифф Сити», Кардифф, Уэльс                                | Коста-Рика        | 0:1  | —             | Товарищеский матч                                 |
| 7  | 27 мая 2012      | «Метлайф», Ист-Ратерфорд, США                                 | Мексика           | 0:2  | —             | Товарищеский матч                                 |
| 8  | 7 сентября 2012  | «Кардифф Сити», Кардифф, Уэльс                                | Бельгия           | 0:2  | —             | Отборочный матч чемпионата мира по футболу 2014   |
| 9  | 11 сентября 2012 | «Караджордже», Нови-Сад, Сербия                               | Сербия            | 1:6  | —             | Отборочный матч чемпионата мира по футболу 2014   |
| 10 | 6 февраля 2013   | «Либерти», Суонси, Уэльс                                      | Австрия           | 2:1  | —             | Товарищеский матч                                 |
| 11 | 6 сентября 2013  | «Национальная арена Филипп II Македонский», Скопье, Македония | Македония         | 1:2  | —             | Отборочный матч чемпионата мира по футболу 2014   |
| 12 | 10 сентября 2013 | «Кардифф Сити», Кардифф, Уэльс                                | Сербия            | 0:3  | —             | Отборочный матч чемпионата мира по футболу 2014   |
| 13 | 24 марта 2016    | «Кардифф Сити», Кардифф, Уэльс                                | Северная Ирландия | 1:1  | —             | Товарищеский матч                                 |
| 14 | 26 марта 2018    | «Кардифф Сити», Кардифф, Уэльс                                | Уругвай           | 0:1  | —             | Кубок Китая 2018                                  |

Итого: 14 матчей / 0 голов; 4 победы, 1 ничья, 9 поражений.
(откорректировано по состоянию на 24 декабря 2021)

### Сводная статистика игр/голов за сборную
| Сборная          | Год              | Отборочные матчи ЧМ | Отборочные матчи ЧМ | Финальные матчи ЧМ | Финальные матчи ЧМ | Отборочные матчи ЧЕ | Отборочные матчи ЧЕ | Финальные матчи ЧЕ | Финальные матчи ЧЕ | Кубок наций | Кубок наций | Товарищеские матчи | Товарищеские матчи | Итого | Итого |
| Сборная          | Год              | Игры                | Голы                | Игры               | Голы               | Игры                | Голы                | Игры               | Голы               | Игры        | Голы        | Игры               | Голы               | Игры  | Голы  |
| ---------------- | ---------------- | ------------------- | ------------------- | ------------------ | ------------------ | ------------------- | ------------------- | ------------------ | ------------------ | ----------- | ----------- | ------------------ | ------------------ | ----- | ----- |
| Уэльс            | 2011             | —                   | —                   | —                  | —                  | 1                   | 0                   | —                  | —                  | 2           | 0           | 2                  | 0                  | 5     | 0     |
| Уэльс            | 2012             | 2                   | 0                   | —                  | —                  | —                   | —                   | —                  | —                  | —           | —           | 2                  | 0                  | 4     | 0     |
| Уэльс            | 2013             | 2                   | 0                   | —                  | —                  | —                   | —                   | —                  | —                  | —           | —           | 1                  | 0                  | 3     | 0     |
| Уэльс            | 2016             | —                   | —                   | —                  | —                  | —                   | —                   | —                  | —                  | —           | —           | 1                  | 0                  | 1     | 0     |
| Всего за карьеру | Всего за карьеру | 4                   | 0                   | 0                  | 0                  | 1                   | 0                   | 0                  | 0                  | 2           | 0           | 6                  | 0                  | 13    | 0     |

(откорректировано по состоянию на 26 марта 2016)

## Достижения

### Командные достижения

#### «Селтик»
- Чемпион Шотландии: 2011/12, 2012/13, 2013/14, 2014/15
- Обладатель Кубка Шотландии: 2012/13
- Обладатель Кубка шотландской лиги: 2014/15

### Личные достижения
- «Новичок года» в Чемпионшипе: 2009/10
- Молодой игрок месяца шотландской Премьер-лиги: декабрь 2012

## Личная жизнь
Двоюродные братья Мэттьюза, Лиам и Сэм, также являются футболистами, в настоящее время они получают спортивное образование в Академии клуба «Кардифф Сити».